# Johann Jakob Kneucker
Johann Jakob Kneucker (Werbach, 12 febbraio 1840 – 25 dicembre 1909) è stato un teologo tedesco.

## Biografia
Nel 1873 ottenne la sua abilitazione presso l'Università di Heidelberg, dove nel 1877 divenne professore associato alla facoltà teologica. Si specializzò nei campi dell'esegesi dell'Antico Testamento e delle lingue semitiche.

## Carriera letteraria
La sua opera più conosciuta è stata un'edizione del Libro di Baruc, intitolata "Das Buch Baruch, Geschichte und Kritik" (Il libro di Baruc, Storia e critica, 1879). Un'altra sua significativa pubblicazione fu "Die Anfänge des Römischen christenthums" (1881).